# Anno Moyoco
Moyoco Anno (japanska: 安野モヨコ, Anno Moyoko?), född 26 mars 1971 i Suginami, Tokyo prefektur, är en japansk mangaka.
Hon skriver främst manga i joseigenren.  Hennes manga Happy Mania gjordes till en tv-serie 1998. Hon vann priset Kodansha Manga Award for Children's manga 2005 för Sugar Sugar Rune. Av alla hennes serier har bara Sugar Sugar Rune översatts till svenska.
Moyoco Anno är sedan 2002 gift med animeregissören Hideaki Anno. I april 2011 blev hon första kvinnliga mangaka att få en asteroid uppkallad efter sig ("US217 Moyocoanno"). Hennes make har tidigare fått ge namn åt asteroiden "9081 Hideakianno".

## Urval av verk
- Hana to mitsubachi (花とみつばち, engelska: Flowers & Bees)
- Happy mania
- Hataraki man
- Sakuran
- Sugar Sugar Rune
- Jelly beans (ジェリービーンズ, Jeri bīnzu)
- Love master X (ラブマスターX, Rabu masutā x)
- Angelic house (エンジェリックハウス, Enjerikku hausu)
- Shibō toiu na no fuku (脂肪という名の服, engelska: In The Clothes Named Fat)
- Baby G (ベイビーG, Beibī G)
- Tundra blue ice (ツンドラブルーアイス, Tsundora buru aisu)
- Cho kanden shōjo Mona (超感電少女モナ)
- Kantoku fuyuki todoki (监督不行届)
- Moonlight Himejion (月光ヒメジオン)